# Фейсал ибн Абдул-Азиз Аль Сауд
Фе́йсал ибн Абду́л-Ази́з ибн Абдуррахма́н А́ль Сау́д (араб. فيصل بن عبد العزيز بن عبد الرحمن آل سعود‎; 14 апреля 1906 — 25 марта 1975, Эр-Рияд, Саудовская Аравия) — третий король Саудовской Аравии, правивший с 1964 по 1975 год. Третий сын короля Абдул-Азиза Аль Сауда от своей жены Турфы бинт Абдуллах Аль аш-Шейх.

## Биография

### Юность

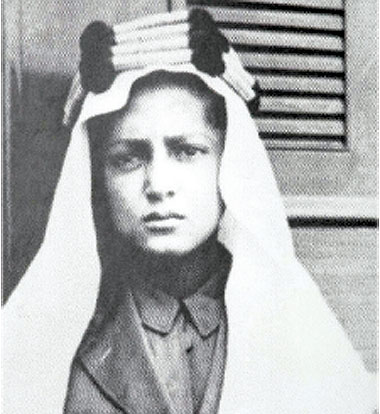
Король Фейсал в юности, 1919 год

Родился 14 апреля 1906 года в Эр-Рияде. Был третьим сыном короля Абдул-Азиза Аль Сауда. Его мать Турфа была дочерью Абдаллы Аль аш-Шейха, правнука Мухаммада ибн Абдул-Ваххаба. Будучи одним из старших сыновей, сыграл важную роль в консолидации власти на Аравийском полуострове в руках своего отца. В 1925 году под его командованием армия саудовских лоялистов установила контроль над провинцией Хиджаз. 

### Министр иностранных дел и кронпринц

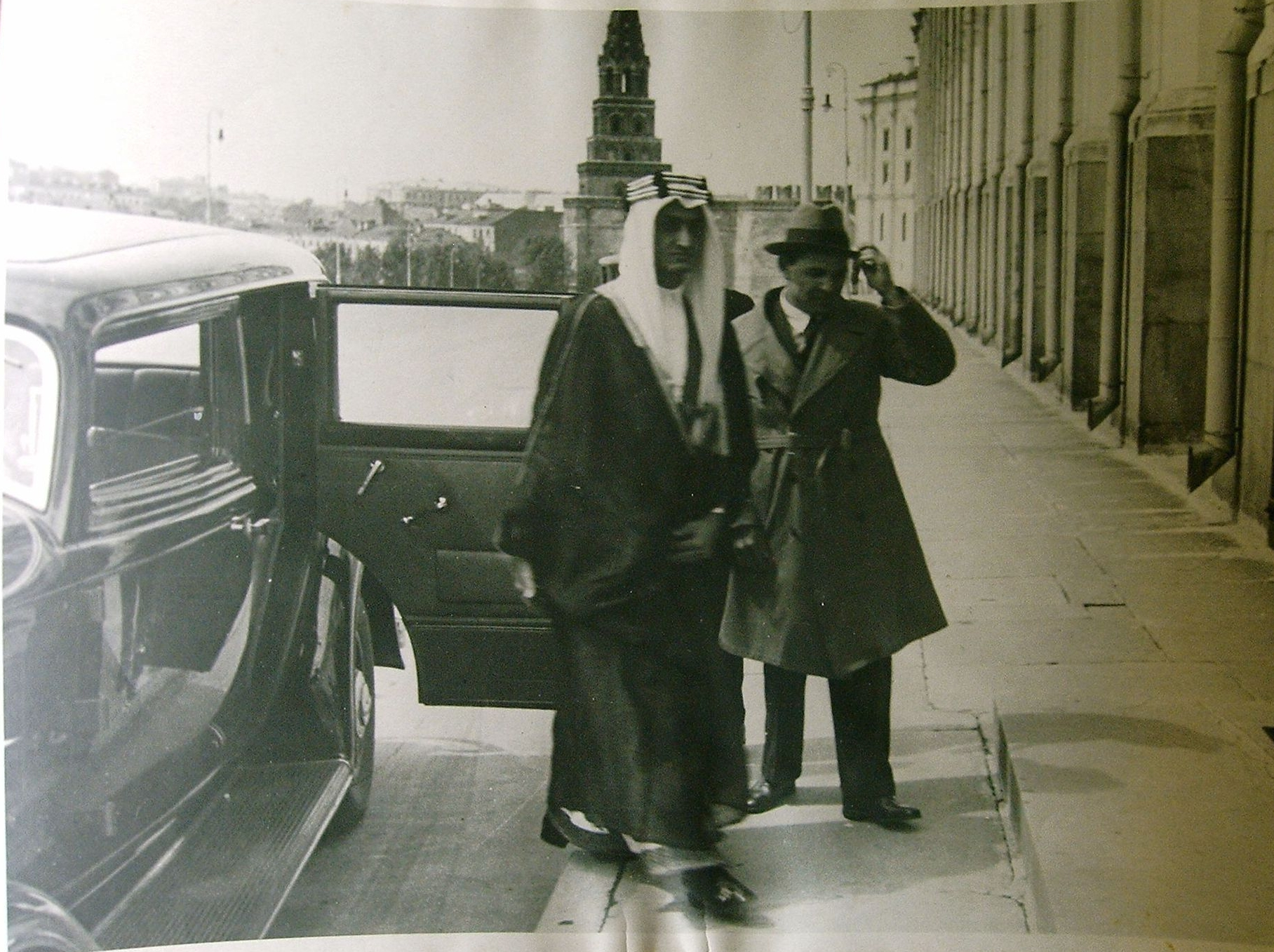
К. А. Хакимов сопровождает будущего короля Саудовской Аравии Фейсала ибн Абдул-Азиза Аль Сауда. Москва, 1932

За это в 1932 году, после создания объединённого королевства Саудовской Аравии, Фейсал получил пост министра иностранных дел. Какое-то время он представлял Саудовскую Аравию в ООН. В 1930-е годы по поручению отца побывал в Москве и Ленинграде. 
После смерти отца в 1953 году Фейсал стал наследником престола, вступив в противоборство со своим единокровным братом, королём Саудом (пока тот был на лечении). Поддержанный братьями Фахдом и Султаном, Фейсал в 1964 году стал королём, а его брат Сауд при посредничестве улемы отрёкся от престола и был выслан из страны в Женеву.

### Король Саудовской Аравии

#### Внешняя политика

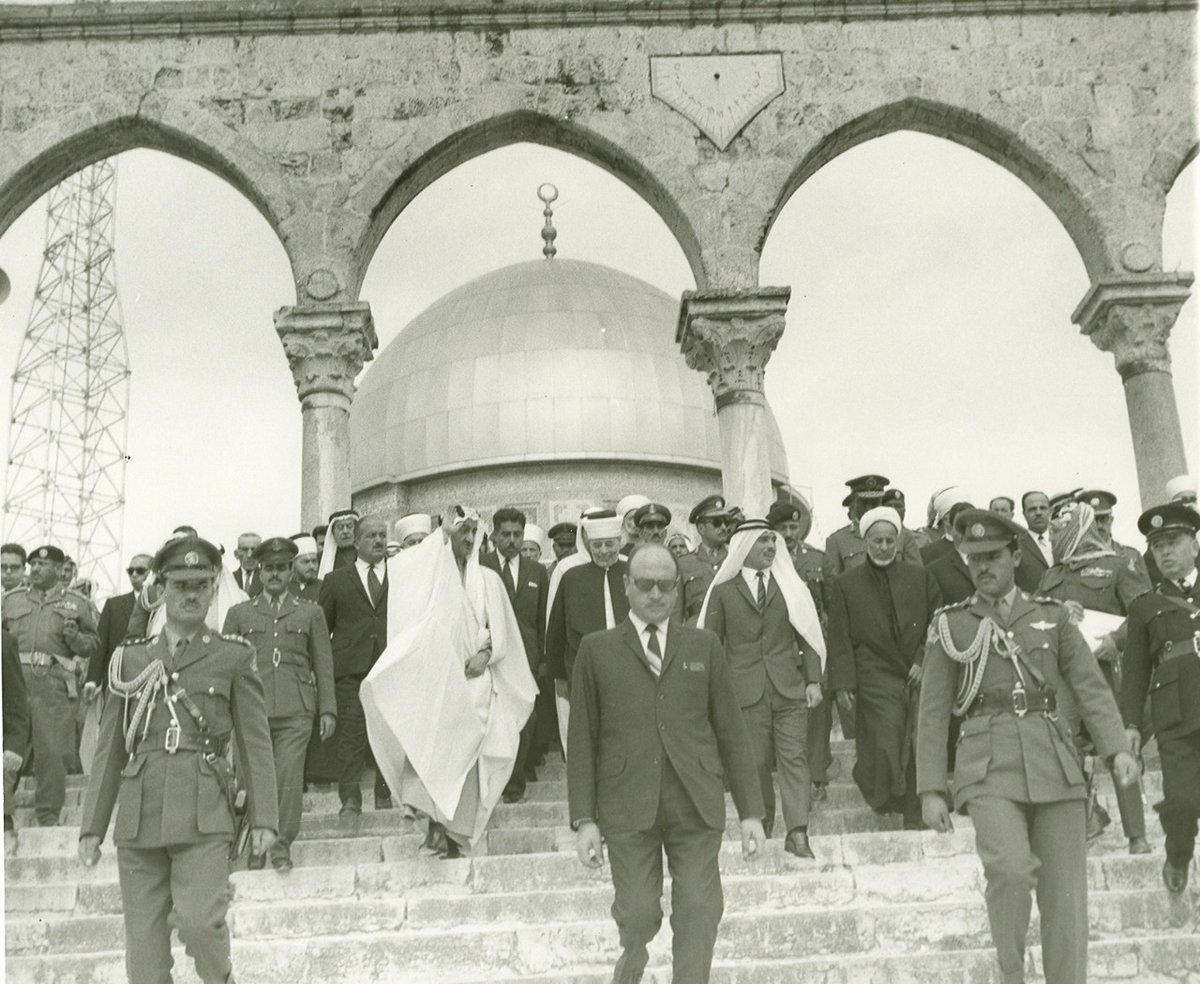
Король Фейсал в мечети аль-Акса, Иерусалим, 1966 год

Став королём, Фейсал не стал продолжать внешнеполитическую линию своего брата. Уже в 1966 году он прекратил выделять финансирование Организации освобождения Палестины. Однако уже в 1967 году Фейсал поддержал арабские страны в Шестидневной войне. На период правления Фейсала пришлось получение независимости арабскими странами Персидского залива. Король Саудовской Аравии по-разному отнесся к этим новым государствам. Уже в декабре 1971 года после визита султана Кабуса в Эр-Рияд были установлены дипломатические отношения Саудовской Аравии и Омана. Однако помощи Кабусу в подавлении дофарского движения Фейсал не оказал. Король пытался сделать Саудовскую Аравию лидером мусульманского мира. В 1970 году в Джидде прошла первая Конференция мусульманских стран на уровне министров иностранных дел, завершившаяся безрезультатно — не было принято даже единой резолюции. Щедро оказывал Фейсал финансовую помощь другим странам (причем не только мусульманским, но и государствам Латинской Америки, Южной Корее). Только в 1974 году саудовская помощь другим государствам составила 2,2 млрд долларов.

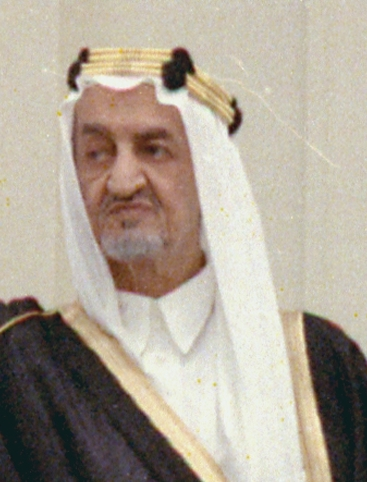
Король Фейсал в 1971 году

Наступило «похолодание» в отношениях с Западными странами, в особенности с США, после войны Израиля против арабских стран. 17 октября 1973 года, в связи с поддержкой западными странами Израиля, Фейсал неожиданно снял саудовскую нефть с мировых рынков, увеличив цену на неё в 4 раза, чем спровоцировал глобальный энергетический кризис.

#### Экономическая политика
Правление Фейсала ознаменовалось огромным ростом нефтедобычи. Если в 1966 году в Королевстве добыто 119,5 млн тонн нефти, то в 1973 году — уже 375,5 млн тонн нефти. Этот фактор в сочетании с ростом цен на нефть принес королевству невиданные богатства, позволившие провести ряд кардинальных реформ в стране, построить новую инфраструктуру. Фейсал достиг успехов в установлении госконтроля над нефтедобывающей отраслью. Так, в 1972 году королевство получило 25 % акций АРАМКО, а в июне 1974 года, благодаря очередной покупке, саудовская госдоля в этой компании составила уже 60 %.
В 1970-е годы проводил политику поощрения импорта и поддержки саудовской промышленности. По королевскому указу 1970 года были отменены пошлины на ввозимые материалы и оборудование для промышленных нужд (вольфрам, никель, магний, свинец, олово, листовое железо и сталь, дорожные, сельскохозяйственные, буровые машины и т. п.). При этом те же товары, ввозимые не для промышленных нужд, облагались 5 % пошлиной. Указом от 12 мая 1973 года Фейсал освободил от пошлин ещё целый ряд ввозимых для промышленных целей товаров, а также товары для муниципальных служб (спецавтомобили, радиостанции и т. д.). Указ 1970 года также освободил от пошлин импортируемые Саудовской Аравией сельскохозяйственную продукцию (мясо, зерно, муку, крупы, молочные продукты). В 1973 году были освобождены от пошлин семена, саженцы, комбикорма, сельскохозяйственный инвентарь, клубни и другие товары необходимые для развития сельского хозяйства. Кроме того, при Фейсале было введено пятилетнее планирование экономики.
Тем не менее, массово вовлечь саудовские кадры в промышленность (кроме угольной и нефтяной отраслей) Фейсалу не удалось. К 1975 году более половины местной саудовской рабочей силы (530,7 тыс. человек из 1026,5 тыс. человек) трудилось в сельском хозяйстве и рыболовстве. Много было саудовцев среди занятых на транспорте и на обслуживании путей сообщения, а также в сфере быта и услуг. При этом к 1975 году саудовские кадры составляли только 31,5 % занятых в торговле, 15,0 % занятых в строительстве, 18,6 % занятых в промышленности (без учета нефтяной и угольной отраслей), 42,6 % занятых в финансовой и страховой сферах.

### Жёны и дети
Одной из жён короля Фейсала была Иффат ас-Сунайян (1916—2000); она была известна как реформатор образования, в том числе и для женщин. Она была матерью девятерых детей короля (5 сыновей и 4 дочерей). Всего у короля Фейсала было 8 сыновей и 10 дочерей. 
Его старший сын, принц Абдалла (1923—2007) был министром здравоохранения (1949—1950), министром внутренних дел (1951—1959) и президентом Саудовской футбольной федерации (1956—1971), позднее ушёл из политики и занялся бизнесом.
Второй сын, принц Мухаммед (1937—2017) работал в министерстве сельского хозяйства и был крупным бизнесменом и инвестором, основал Исламские банки во многих странах мира. Третий сын, принц Сауд (1940—2015) был министром иностранных дел с 1975 по 2015 год.
Четвёртый сын, принц Халид (род. 1940) был губернатором провинции Асир (1971—2007), а затем в 2007 году стал губернатором провинции Мекка (2007—2013) и (2015—наст.время). До этого в период с 2013 по 2015 год он был министром образования. Следующий сын, принц Саад (1941—2017) работал на государственной службе заместителем компании Петромин по вопросам планирования, затем стал филантропом.
Два других сына, принц Абдул-Рахман (1942—2014) и принц Бандар (1943—2015) не занимали высоких государственных должностей, а были военными офицерами. Абдул-Рахман, оставив службу, стал бизнесменом, а Бандар был лётчиком, затем работал в министерстве обороны. Самый младший сын, принц Турки (род. 1945) добился поста начальника саудовской разведки в 1979 году и успешно возглавлял её около 23 лет, однако за 10 дней до событий 11 сентября 2001 года был неожиданно уволен. Затем он работал послом Саудовской Аравии в Великобритании (2002—2005) и в США (2005—2007).
Две его дочери, принцесса Сара (род. 1935) и принцесса Лулува (род. 1948) — активисты по правам женщин и женского образования в Саудовской Аравии.
Еще одна дочь, принцесса Хайфа (род. 1950) — председатель Ассоциации рака груди и член управления Университета Эффат.

### Убийство
25 марта 1975 года Фейсал был застрелен своим племянником, принцем Фейсалом ибн Мусаидом, вернувшимся в страну после обучения в американском университете, который мстил за смерть своего брата Халида бин Мусаида, застреленного полицейским во время митинга против секуляризации и телевидения. Покушение произошло во время обычного для саудовского короля приёма граждан (поэтому оно было заснято саудовским ТВ). Племянник подошёл вместе с кувейтской делегацией к королю, король узнал его и подозвал к себе. Племянник нагнулся к королю для объятий и поцелуя, вытащил пистолет и три раза в упор выстрелил в короля (одна пуля в подбородок, другая в ухо, третья мимо). Покушавшийся был сильно избит телохранителями, и только крики министра нефти смогли остановить их. Король был доставлен в госпиталь, но переливание крови и массаж сердца не спасли его.
Убийца был официально объявлен безумным, также обсуждались его проблемы с алкоголем и наркотиками (в 1970 году он был арестован в Колорадо за торговлю ЛСД и гашишем), из-за чего король якобы запретил ему выезжать из Саудовской Аравии. Однако судебно-медицинские эксперты признали его вменяемым в момент совершения преступления, поэтому он был признан виновным в цареубийстве и был казнён посредством обезглавливания 18 июня 1975 года (несмотря на просьбу умирающего короля пощадить покушавшегося).
Преемником короля Фейсала стал его единокровный брат Халид.